# Heiler Kotten
Heiler Kotten, auch Widderter Kotten genannt, ist eine Ortslage an der Wupper in der bergischen Großstadt Solingen. Sie geht auf einen dortigen Schleifkotten zurück.

## Lage und Beschreibung
Heiler Kotten befindet sich im Unteren Wuppertal im äußersten Süden von Solingen. Dort befindet sich der Kotten in einer schmalenFlussaue auf dem Abschnitt zwischen Glüder im Osten und Rüden im Westen am Nordufer der Wupper. Der Fluss bildet in diesem Abschnitt die Stadtgrenze zu Leichlingen. Der Kotten ist von Wüstenhof über einen schmalen Weg aus zu erreichen, der im Bereich des Ortes auch den Namen Heiler Kotten trägt.
Das Gebäude des Heiler Kottens, ein schlichter Putzbau von 1895, wird heute als Vereinshaus eines Wassersportvereins genutzt. Der einstige Obergraben des Kottens ist noch vorhanden, er ist als Naturdenkmal im Landschaftsplan Solingen ausgewiesen. Nördlich vom Heiler Kotten erhebt sich das Gelände zu den Widderter Höhenzügen, die durch einzelne kleine Bachläufe entwässert werden. Dort verläuft auch der Klingenpfad.
Benachbarte Orte sind bzw. waren (von Nord nach West): Höfchen, Evertsaue, Breidbach und Wüstenhof (alle zu Solingen), Wupperhof (zu Leichlingen), Obenrüden, Rölscheid und Obenwiddert (alle zu Solingen).

## Geschichte
Der Heiler Kotten, benannt nach der Flurbezeichnung an der Hail, wurde erstmals 1605 erwähnt. Es handelte sich ursprünglich um eine Doppelkottenanlage mit Innen- und Außenkotten.:50–51
In dem Kartenwerk Topographia Ducatus Montani von Erich Philipp Ploennies, Blatt Amt Solingen, aus dem Jahre 1715 ist der Kotten als Doppelkottenanlage ohne Namen verzeichnet. Er wurde in den Ortsregistern der Honschaft Balkhausen innerhalb des Amtes Solingen geführt. Die Topographische Aufnahme der Rheinlande von 1824 verzeichnet den Kotten ebenfalls unbeschriftet, die Preußische Uraufnahme von 1844 verzeichnet ihn als Schl:. In der Karte Stadt- und Landkreis Solingen des Landmessers August Hofacker von 1898 ist der Ort als Heilerkotten verzeichnet.
Heiler Kotten gehörte nach Gründung der Mairien und späteren Bürgermeistereien zur Bürgermeisterei Höhscheid, die im Jahre 1856 das Stadtrecht erhielt, und lag dort in der Flur IV. Widdert.
Der Kotten brannte im Jahre 1894 vollständig ab. Er wurde kurz darauf als einfacher Backsteinbau an gleicher Stelle wiedererrichtet, der später verputzt wurde. Nach dem Zweiten Weltkrieg wurde der Schleifbetrieb eingestellt und das Gebäude als Flüchtlingsunterkunft genutzt. 1950 wurde das Stauwehr abgerissen. Seit 1960 ist der Heiler Kotten Vereinshaus eines Wassersportvereins.:50–51